# Municipio Calkiní
Koordinaten: 20° 22′ N, 90° 5′ W
Calkiní ist ein  Municipio im mexikanischen Bundesstaat Campeche. Das Calkiní hat 52.890 Einwohner (Zensus 2010) und ist 2108,7 km² groß. Verwaltungssitz und größter Ort des Municipios ist das gleichnamige Calkiní.

## Geographie
Das Municipio Calkiní liegt im äußersten Norden des mexikanischen Bundesstaats Campeche weitgehend auf einer Höhe unter 100 m. Es zählt zur Gänze zur physiographischen Provinz der Halbinsel Yucatán sowie zur hydrologischen Region Yucatán Norte. Die Geologie des Municipios wird von Kalkstein (56 %) und lakustrischen Sedimenten (41 %) dominiert, vorherrschende Bodentypen sind Solonchak (43 %) und Leptosol (39 %). Etwa 40 % der Gemeindefläche werden von Regenwald, etwa 25 % von Mangroven eingenommen.
Das Municipio Calkiní grenzt an die Municipios Hopelchén und Hecelchakán sowie an den Bundesstaat Yucatán.

## Bevölkerung
Beim Zensus 2010 wurden im Municipio 52.890 Menschen in 12.666 Wohneinheiten gezählt. Davon wurden 26.442 Personen als Sprecher einer indigenen Sprache registriert, darunter 25.910 Sprecher des Mayathan. Beinahe 13 % der Bevölkerung waren Analphabeten. 20.515 Einwohner wurden als Erwerbspersonen registriert, wovon ca. 70 % Männer bzw. 1,5 % arbeitslos waren. Über 19 % der Bevölkerung lebten in extremer Armut.

## Orte
Das Municipio Calkiní umfasst 53 bewohnte localidades, von denen der Hauptort sowie Dzitbalché, Bécal, Nunkiní und Bacabchén vom INEGI als urban klassifiziert sind. Zehn Orte wiesen beim Zensus 2010 eine Einwohnerzahl von über 1000 auf, 36 Orte hatten weniger als 100 Einwohner. Die größten Orte sind:
| Ort                    | Einwohner |
| Calkiní                | 14.934    |
| Dzitbalché             | 11.686    |
| Bécal                  | 06.511    |
| Nunkiní                | 05.859    |
| Bacabchén              | 02.527    |
| Santa Cruz Pueblo      | 01.908    |
| Tepakán                | 01.895    |
| San Antonio Sahcabchén | 01.858    |
| Santa Cruz Ex-Hacienda | 01.255    |
| Tankuché               | 01.066    |
| Pucnachén              | 00.865    |
| Isla Arena             | 00.754    |